# Moqueur de Socorro
Mimus graysoni
Espèce
Synonymes
- Mimodes graysoni

Statut de conservation UICN

 CR B1ab(ii,iii) : 
En danger critique
Le Moqueur de Socorro (Mimus graysoni) est une espèce d'oiseaux de la famille des Mimidae.

## Répartition
Cet oiseau est endémique de l'île Socorro.